# Motiejus Šumauskas
Motiejus Šumauskas, né le 2 octobre 1905 à Kaunas et décédé le 28 mai 1982 à Vilnius, est un communiste activiste lituanien et politicien soviétique. Il fut président du Conseil des ministres de la RSS de Lituanie (en) de 1956 à 1963, puis président du præsidium du Soviet suprême de la RSS de Lituanie (en) (c'est-à-dire chef de l'état) de 1967 à 1975 et vice-président du præsidium du Soviet suprême de l'Union soviétique.

## Biographie
Motiejus Šumauskas n'a reçu qu'une éducation de base et a commencé à gagner sa vie en travaillant dans une imprimerie. Il a adhéré au Parti communiste de Lituanie en 1924. Il a été emprisonné en 1929 pour ses activités politiques, puis de 1931 à 1937, et à nouveau en 1939. Il a été libéré en 1940 après l'Ultimatum de l'Union soviétique à la Lituanie et a été élu à la Seimas du Peuple (en). Il est devenu président des syndicats et Commissaire du peuple (équivalent d'un ministre) à l'industrie locale de la République socialiste soviétique de Lituanie. Pendant la Seconde Guerre mondiale, il s'est replié en URSS, a intégré la 16e division d'infanterie soviétique « lituanienne » et a combattu comme chef de partisans dans les environs de Švenčionys et du Lac Naratch.
Après la guerre, il est devenu vice-président du Conseil des Commissaires du Peuple (1944–1950 et 1953–1954). Il a remplacé Mečislovas Gedvilas (en) comme président du conseil des ministres en 1956. Gedvilas a été relégué au ministère de l'éduucation en raison des tensions entre lui et Antanas Sniečkus, le Premier Secrétaire du parti communiste lituanien. De 1967 à 1975, Šumauskas a été président du præsidium du Soviet suprême de la RSS de Lituanie (en) et vice-président du præsidium du Soviet suprême de l'Union soviétique. Il était également membre du Politburo du Comité central du parti Communiste de Lituanie
Inhumé au cimetière d'Antakalnis.